# Prima Categoria 1904
La Prima Categoria 1904 è stata la 7ª edizione del massimo campionato italiano di calcio, disputata tra il 6 e il 27 marzo 1904 e conclusa con la vittoria del Genoa, al suo sesto titolo.

## Stagione
Il torneo fu il settimo campionato italiano di calcio organizzato dalla Federazione Italiana Football (FIF).

### Novità
Da quest'anno la FIF organizzò ufficialmente anche un campionato per seconde squadre, nominato di Seconda Categoria, al quale partecipavano i giocatori di riserva che non trovavano spazio nelle formazioni del campionato maggiore.

### Formula
Torneo a eliminazione diretta che qualificava alla fase nazionale una sola rappresentante per regione, mentre il tabellone prevedeva un sistema di challenge round in base al quale i campioni in carica (quell'anno il Genoa) accedevano direttamente alla finale.

### Avvenimenti
Il campionato del 1904 ebbe identico esito di quello precedente del 1903: la Juventus – che era andata ancora a vincere a Milano contro il Milan – dovette a sua volta soccombere al Genoa, che si aggiudicò la finale grazie a un gol del terzino svizzero Étienne Bugnion, il quale complice il forte vento favorevole con un tiro direttamente dalla propria metà campo sorprese il portiere della Juventus Domenico Durante.
Il Genoa, vincitore di sei delle sette edizioni del campionato italiano (di cui tre consecutivi per due volte), conquistò così anche la Coppa Fawcus – abbinata allo stesso torneo con formula triennale.

## Squadre partecipanti

### Liguria
| Club         | Stagione  | Città  | Stagione precedente                                                               |
| ------------ | --------- | ------ | --------------------------------------------------------------------------------- |
| Andrea Doria | dettaglio | Genova | Eliminatoria interregionale ligure-piemontese nel Campionato Italiano di Football |
| Genoa        | dettaglio | Genova | Vincitrice del Campionato Italiano di Football                                    |

### Lombardia
| Club  | Stagione  | Città  | Stagione precedente                               |
| ----- | --------- | ------ | ------------------------------------------------- |
| Milan | dettaglio | Milano | Semifinalista nel Campionato Italiano di Football |

### Piemonte
| Club     | Stagione  | Città  | Stagione precedente                                                          |
| -------- | --------- | ------ | ---------------------------------------------------------------------------- |
| Torinese | dettaglio | Torino | Primo turno dell'eliminatoria piemontese nel Campionato Italiano di Football |
| Juventus | dettaglio | Torino | Finalista nel Campionato Italiano di Football                                |

## Risultati

### Calendario

#### Eliminatoria ligure

##### Verdetto
- Andrea Doria unica iscritta e qualificata all'eliminatoria interregionale.

#### Eliminatoria lombarda

##### Verdetto
- Milan unico iscritto e qualificato all'eliminatoria interregionale.

#### Eliminatoria piemontese
| Torino 6 marzo 1904, ore 15:00 CET Eliminatoria regionale | Torinese  | 2 – 3 referto | Juventus | Campo di Piazza d'Armi di Torino |
| \| \| \| \| \| ? \| Marcatori \| ? \|                     |           |               |          |                                  |
|                                                           |           |               |          |                                  |
| ?                                                         | Marcatori | ?             |          |                                  |

##### Verdetto
- Juventus qualificata alla semifinale.

#### Eliminatoria interregionale ligure-lombarda
| Arbitro: | Spensley (Genova) |

|            |           |  |
| Kilpin 75’ | Marcatori |  |

##### Verdetto
- Milan qualificato alla semifinale.

#### Semifinale
| Arbitro: | Bosisio (Milano) |

|        |           |         |
| Scotti | Marcatori | Streule |

#### Spareggio
| Arbitro: | Dobbie (Torino) |

|  |           |                            |
|  | Marcatori | Streule Ferraris I Gibezzi |

##### Verdetto
- Juventus qualificata alla finale.

#### Finale
| Arbitro: | Suter (Milano) |

|             |           |  |
| Bugnion 65’ | Marcatori |  |

### Verdetto
- Genoa campione d'Italia 1904.

### Squadra campione
| Formazione tipo (2-3-5)                                                                       | Giocatori (ruolo)                       |
| --------------------------------------------------------------------------------------------- | --------------------------------------- |
| Spensley Senft Bugnion Schöller Foffani Pasteur I Rossi Pellerani Goetzlof Pasteur II Salvadè | James Spensley (portiere e capitano)    |
| Spensley Senft Bugnion Schöller Foffani Pasteur I Rossi Pellerani Goetzlof Pasteur II Salvadè | Karl Senft (terzino destro)             |
| Spensley Senft Bugnion Schöller Foffani Pasteur I Rossi Pellerani Goetzlof Pasteur II Salvadè | Étienne Bugnion (terzino sinistro)      |
| Spensley Senft Bugnion Schöller Foffani Pasteur I Rossi Pellerani Goetzlof Pasteur II Salvadè | Giovanni Foffani (centro mediano)       |
| Spensley Senft Bugnion Schöller Foffani Pasteur I Rossi Pellerani Goetzlof Pasteur II Salvadè | Edoardo Pasteur (mediano sinistro)      |
| Spensley Senft Bugnion Schöller Foffani Pasteur I Rossi Pellerani Goetzlof Pasteur II Salvadè | Oscar Schöller (mediano destro)         |
| Spensley Senft Bugnion Schöller Foffani Pasteur I Rossi Pellerani Goetzlof Pasteur II Salvadè | Paolo Rossi (ala destra)                |
| Spensley Senft Bugnion Schöller Foffani Pasteur I Rossi Pellerani Goetzlof Pasteur II Salvadè | Attilio Salvadè (ala sinistra)          |
| Spensley Senft Bugnion Schöller Foffani Pasteur I Rossi Pellerani Goetzlof Pasteur II Salvadè | Silvio Pellerani (mezzala destra)       |
| Spensley Senft Bugnion Schöller Foffani Pasteur I Rossi Pellerani Goetzlof Pasteur II Salvadè | Enrico Pasteur (mezzala sinistra)       |
| Spensley Senft Bugnion Schöller Foffani Pasteur I Rossi Pellerani Goetzlof Pasteur II Salvadè | Vieri Arnaldo Goetzlof (centro attacco) |